# Робінсон (округ Індіана, Пенсільванія)
Робінсон (англ. Robinson) — переписна місцевість (CDP) в США, в окрузі Індіана штату Пенсільванія. Населення — 583 особи (2020).

## Географія
Робінсон розташований за координатами 40°24′23″ пн. ш. 79°8′7″ зх. д. / 40.40639° пн. ш. 79.13528° зх. д. (40.406525, -79.135235).  За даними Бюро перепису населення США в 2010 році переписна місцевість мала площу 2,65 км², з яких 2,55 км² — суходіл та 0,10 км² — водойми.

## Демографія
Згідно з переписом 2010 року, у переписній місцевості мешкало 614 осіб у 255 домогосподарствах у складі 180 родин. Густота населення становила 232 особи/км².  Було 269 помешкань (101/км²).
Расовий склад населення:
| - 98,2 % — білих - 0,7 % — чорних або афроамериканців - 0,2 % — корінних американців - 0,2 % — азіатів |

До двох чи більше рас належало 0,8 %. Частка іспаномовних становила 1,6 % від усіх жителів.
За віковим діапазоном населення розподілялося таким чином: 20,8 % — особи молодші 18 років, 63,7 % — особи у віці 18—64 років, 15,5 % — особи у віці 65 років та старші. Медіана віку мешканця становила 43,1 року. На 100 осіб жіночої статі у переписній місцевості припадало 93,7 чоловіків;  на 100 жінок у віці від 18 років та старших — 88,4 чоловіків також старших 18 років.
Середній дохід на одне домашнє господарство  становив 55 483 долари США (медіана — 47 885), а середній дохід на одну сім'ю — 59 858 доларів (медіана — 49 519). За межею бідності перебувало 10,1 % осіб, у тому числі 21,0 % дітей у віці до 18 років та 0,0 % осіб у віці 65 років та старших.
Цивільне працевлаштоване населення становило 274 особи. Основні галузі зайнятості: освіта, охорона здоров'я та соціальна допомога — 24,1 %, виробництво — 13,5 %, мистецтво, розваги та відпочинок — 13,5 %.